# Mama Kin
Mama Kin è un singolo del gruppo rock statunitense Aerosmith, pubblicato nel 1973 ed estratto dal loro primo album Aerosmith.

## Formazione
- Steven Tyler - voce
- Joe Perry - chitarra, cori
- Tom Hamilton - basso
- Brad Whitford - chitarra
- Joey Kramer - batteria

### Altri musicisti
- David Woodford - sassofono

## Cover
I Guns N' Roses nel 1986 hanno eseguito la cover del brano, inserita nell'EP Live ?!*@ Like a Suicide. Il brano è presente anche nell'album G N' R Lies (1988).